# Фридрих Карл (Шварцбург-Рудолщат)
Фридрих Карл фон Шварцбург-Рудолщат (на немски: Friedrich Karl zu Schwarzburg-Rudolstadt; * 7 юни 1736, Рудолщат, † 13 април 1793, Рудолщат) от фамилията на Шварцбургите, е княз на Шварцбург-Рудолщат (1790 – 1793). Той е естественонаучен колекционер.

## Биография
Той е син на княз Лудвиг Гюнтер II фон Шварцбург-Рудолщат (1708 – 1790) и съпругата му София Хенриета графиня Ройс-Унтерграйц (1711 – 1771), дъщеря на граф Хайнрих XIII Ройс-Унтерграйц (1672 – 1733) и графиня София Елизабет цу Щолберг-Илзенбург (1676 – 1729). Внук е на княз Лудвиг Фридрих I фон Шварцбург-Рудолщат.
Фридрих Карл има от дете душевни проблеми. Той събира и изследва предмети от натурата, които са основата на музея в Рудолщат. През 1792 г. той получава удар и умира на 13 април 1793 г. след две години и половина управление.

## Фамилия
Първи брак: на 21 октомври 1763 г. в Шварцбург с принцеса Фридерика София фон Шварцбург-Рудолщат (* 17 август 1745; † 26 януари 1778), дъщеря на княз Йохан Фридрих фон Шварцбург-Рудолщат и съпругата му Бернардина Кристиана фон Сакс-Ваймар-Айзенах. Те имат децата:
- Фридерика (1765 – 1767)
- Лудвиг Фридрих II (1767 – 1807), княз на Шварцбург-Рудолщат, женен на 21 юли 1791 г. за принцеса Каролина фон Хесен-Хомбург (1771 – 1854), дъщеря на ландграф Фридрих V Лудвиг
- Терезия София Хенриета (1770 – 1783)
- Карл Гюнтер (1771 – 1825), женен на 19 юни 1793 г. за принцеса Луиза Улрика фон Хесен-Хомбург (1772 – 1854), дъщеря на ландграф Фридрих V
- Вилхелмина Фридерика Каролина (1774 – 1854)[5], омъжена на 23 юни 1799 г. за княз Гюнтер Фридрих Карл I фон Шварцбург-Зондерсхаузен (1760 – 1837)
- Христиана Луиза (1775 – 1808), омъжена на 10 април 1796 г. за ландграф Ернст Константин фон Хесен-Филипстал (1771 – 1849)

Втори брак: на 28 ноември 1780 г. в Рода за херцогиня Августа Луиза (* 30 ноември 1752, Рода; † 28 май 1805, Рудолщат), дъщеря на херцог Йохан Август фон Саксония-Гота-Алтенбург (1704 – 1767) и графиня Луиза Ройс-Шлайц (1726 – 1773). Те нямат деца.